# MM5
El model MM5 (acrònim per a la 5a Generació del Model Meteorològic Mesoescalar conjunt de la Universitat Estatal de Pennsilvània i l'NCAR) és un model meteorològic de mesoescala emprat per a realitzar prediccions meteorològiques i projeccions climàtiques. És un model comunitari mantingut per la Universitat Estatal de Pennsilvània i el National Center for Atmospheric Research dels EUA.
L'última versió del model MM5 (versió 3.7) es va fer pública el mes de desembre de 2004, i les últimes correccions i millores d'aquesta versió es van fer el mes d'octubre de 2006. Tot i ser un model que ja no es troba en fase de desenvolupament, és encara utilitzat a molts centres meteorològics de forma operativa, entre ells el Servei Meteorològic de Catalunya.
El model WRF (Weather Research and Forecasting Model) va ser designat com el successor del model MM5, incloent-hi moltes de les capacitats disponibles dins del model MM5.

## Prestacions
- Capacitat de niamanet múltiple amb interacció en ambdues direccions o bidireccional entre els dominis, la qual cosa facilita l'estudi de fenòmens atmosfèrics per a diferents escales espacials i el disseny de prediccions a molt alta resolució.
- Formulació d'una dinàmica no hidroestàtica, la qual permet que el model pugui ser emprat eficaçment per a representar moviments verticals amb dimensions de molt pocs quilòmetres.
- Adaptació informàtica per a múltiples plataformes i per a la seva execució en manera multitasca sobre ordinadors de memòria compartida o distribuïda, la qual cosa permet reduir considerablement el temps de càlcul.
- Inicialització automàtica amb diferents fonts d'anàlisis meteorològiques i observacions, incloent-hi capacitat d'assimilació 4-dimensional de dades (4D-var).
- Assimilació variacional de dades convencionals i de satèl·lit durant la predicció.
- Incorporació d'esquemes realistes de parametrització dels processos físics relacionats amb la radiació atmosfèrica, microfísica de núvols i precipitació, convecció per cúmuls, turbulència, i fluxos d'energia i moment (o quantitat de moviment) a la superfície terrestre.

## Usos
El model MM5 ha estat emprat per a molt diversos tipus de simulacions atmosfèriques:
- Prediccions meteorològiques en temps real o operatives[3][4][5]
- Predicció de ciclons tropicals[6][7]
- Simulacions i projeccions de canvi climàtic[8][9]